# Kubla Khan
Kubla Khan (/ˌkʊblə ˈkɑːn/), oppure Visione in un sogno, come annota l'autore, è un poemetto, mai completato, di Samuel Taylor Coleridge.
Il poeta affermò di averlo scritto nell'autunno del 1797, ma fu pubblicato per la prima volta nel 1816.
Stando alla prefazione al poema di Coleridge, questo fu scritto una notte dopo una visione indotta dall'oppio avuta dopo aver letto un'opera in cui veniva descritta Xanadu e il palazzo costruito dall'imperatore mongolo Kublai Khan.[1]
Dopo essersi risvegliato iniziò a scrivere alcuni versi del poema ispirati dal sogno, ma venne interrotto da "una persona di Porlock". Il poema, che originariamente doveva essere di 200-300 versi non venne quindi mai completato perché questa interruzione gliene fece dimenticare il resto.
Il poema venne pubblicato solo nel 1816 a seguito delle pressioni di George Gordon Byron.
I critici contemporanei di Coleridge non apprezzarono particolarmente il poema, ma la maggior parte della critica moderna reputa che, con La ballata del vecchio marinaio e Christabel, questa sia una delle tre principali opere di Coleridge.

## L'opera
L'opera, per quanto non abbia una trama vera e propria essendo incompiuta, narra la costruzione per ordine di Kubla Khan (Kublai Khan), di un palazzo per il piacere nella capitale del regno, la città di Xanadu. L'attenzione si sposta poi sull'incredibile paesaggio circostante, in seguito alla visione di una fanciulla abissina, della quale il poeta lamenta di non saper riprodurre il canto. 
Scritto sotto l'effetto dell'oppio, il poemetto dimostra la potenza dell'immaginazione, in grado di creare mondi e spazi incommensurabili oltre il reale; si rappresentano scene di luoghi vastissimi e romanticamente sublimi, nei quali l'opera dell'uomo, il palazzo di Kubla Khan, si incastona nella natura, la quale poi esplode in tutta la sua forza in scenari selvaggi e impetuosi. 
Il carattere onirico dell'opera fa sì che i diversi quadri si susseguano senza un preciso collegamento tra loro, dovendo principalmente dare sensazioni e immagini improvvise in pieno stile romantico.